# Cancro (costellazione)
Il Cancro (in latino Cancer, "granchio", simbolo: ) è una delle 88 costellazioni moderne, ed è una delle 48 costellazioni elencate da Tolomeo. È una costellazione dello zodiaco. Nonostante sia una costellazione di dimensioni medie, è decisamente poco luminosa. Si trova tra i Gemelli ad ovest ed il Leone ad est; a nord confina con la Lince e a sud col Cane Minore e l'Idra.
La costellazione dà il nome al Tropico del Cancro, ossia la latitudine terrestre in cui il Sole è in posizione verticale a mezzogiorno il giorno del solstizio d'estate boreale; ai tempi degli antichi Greci a quella data il Sole si trovava tra le stelle del Cancro, ma l'oscillazione della Terra sul suo asse, la precessione degli equinozi, ha spostato il punto del solstizio d'estate sul confine tra i Gemelli e il Toro.

## Caratteristiche

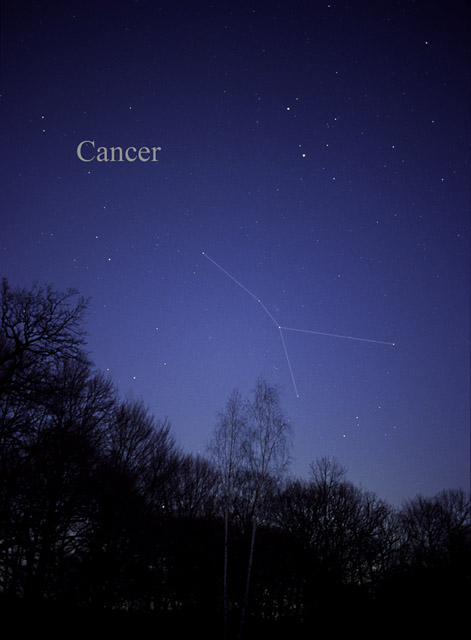
La costellazione del Cancro fotografata in prossimità dell'orizzonte est.

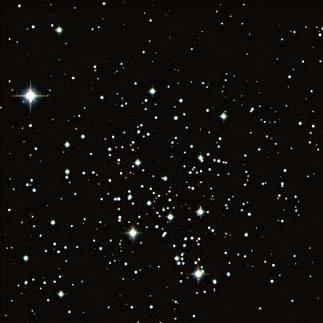
L'ammasso aperto M67, uno dei più antichi conosciuti.

La costellazione del Cancro non contiene stelle particolarmente luminose, benché le sue dimensioni siano paragonabili a quelle dei Gemelli: la sua stella più luminosa, la β Cancri, è di magnitudine 3,5, dunque appena apprezzabile da una grande area urbana; nonostante ciò il Cancro si individua facilmente, grazie proprio alle costellazioni adiacenti dei Gemelli e del Leone, che appaiono molto luminose. Altre stelle sono Acubens (α Cancri), rappresentante la chela meridionale, la ι Cancri, rappresentante quella settentrionale, più le due Aselli (gli "asini", che di fatto indicano anche gli occhi del granchio): queste stelle portano i nomi Asellus Borealis (γ Cancri) e Asellus Australis (δ Cancri) e rappresentano i due asini che Dioniso e Sileno cavalcarono in battaglia.
Ciò che in realtà spicca notevolmente osservando la costellazione sotto un cielo buio è la grossa macchia chiara e nebbiosa situata al suo centro, che corrisponde a un ammasso aperto tra i più luminosi del cielo, noto come Presepe; quest'ammasso di fatto appare più appariscente delle stelle che compongono la costellazione stessa.
Il Cancro sta tutto nell'emisfero boreale, pertanto è ben osservabile dalle regioni poste a nord dell'equatore; il periodo indicato per la sua osservazione nel cielo serale va da dicembre fino a maggio. Dall'emisfero australe è osservabile per un periodo più limitato, poiché si presenta, specialmente nelle regioni temperate, relativamente basso; oltre il circolo polare antartico non è più osservabile, mentre a nord del 60º parallelo nord diventa circumpolare.

### Stelle principali
- β Cancri (Altarf) è la stella più brillante; è una stella arancione di magnitudine 3,53, distante 290 anni luce. Si individua a NE di Procione.
- δ Cancri (Asellus Australis) è una stella arancione di magnitudine 3,94, distante 136 anni luce; fa parte del quadrilatero che incornicia il Presepe.
- ι Cancri (Decapoda) è una stella gialla di magnitudine 4,03; possiede una compagna di sesta magnitudine. La distanza è stimata in 298 anni luce.
- α Cancri (Acubens) è una stella bianca di magnitudine 4,26, distante 173 anni luce.

Fra le altre stelle, spicca ζ Cancri (Tegmen), una stella tripla molto nota: è formata da una stella di magnitudine 5,1, da una di magnitudine 6 e da una di magnitudine 6,1.
La stella 55 Cancri è una delle stelle più studiate della volta celeste: si tratta del sistema planetario extrasolare più grande conosciuto finora: possiede infatti cinque pianeti confermati, quattro dei quali con una massa simile a quella di Giove e uno grande come Nettuno.
DX Cancri è una nana rossa che ha meno del 9% della massa del Sole.

### Stelle doppie
La costellazione del Cancro abbonda di stelle doppie, molte delle quali sono facili da risolvere anche con piccoli strumenti.
- Una facile coppia ottica, composta da stelle in realtà non legate fra loro, è quella composta da 53 Cancri e 55 Cancri, poco ad est della stella ι: si tratta di due stelle di sesta magnitudine, visibili ad occhio nudo come un unico astro di quinta grandezza, ma risolvibile anche con un binocolo in due astri di simile magnitudine; la componente più settentrionale è la 55 Cancri, nota per il suo ricco sistema planetario.
- Il sistema di ζ Cancri è uno dei più conosciuti della volta celeste, essendo una particolare stella multipla: le due componenti principali, di magnitudine 5,05 e 6,2, sono separate da 5" d'arco e si presentano entrambe giallastre; un potente telescopio è in grado di rilevare che la componente primaria è a sua volta una doppia, con componenti di magnitudine 5,6 e 6,0 separate da meno di 1". Attorno alla componente secondaria orbita poi un'altra stella, non rilevabile però con telescopi amatoriali.
- ι Cancri è un'altra coppia, molto semplice da risolvere dato che le due componenti, di quarta e sesta grandezza, sono separate da quasi mezzo primo d'arco.
- φ2 Cancri è una coppia formata da stelle di magnitudine identica fra loro, separate da poco più di 5", entrambe bianche.
- HD 72945 è una stella di magnitudine 6,0 che possiede una compagna di settima grandezza a circa 10" di separazione, dunque facile da risolvere.

| Principali stelle doppie |                                          |                                          |             |             |                                 |        |
| Nome                     | Coordinate equatoriali all'epoca J2000.0 | Coordinate equatoriali all'epoca J2000.0 | Magnitudine | Magnitudine | Separazione (in secondi d'arco) | Colore |
| Nome                     | AR                                       | Dec                                      | A           | B           | Separazione (in secondi d'arco) | Colore |
| ζ Cancri A-B             | 08h 12m 13s                              | +17° 38′ 53″                             | 5,63        | 6,02        | 0,7                             | g + g  |
| ζ Cancri AB-Cc           | 08h 12m 13s                              | +17° 38′ 53″                             | 5,05        | 6,20        | 5,9                             | g + g  |
| 24 Cancri                | 08h 26m 40s                              | +24° 32′ 03″                             | 7,02        | 7,81        | 5,7                             | g + g  |
| φ2 Cancri                | 08h 26m 47s                              | +26° 56′ 08″                             | 6,30        | 6,32        | 5,2                             | b + b  |
| HD 72945                 | 08h 35m 51s                              | +06° 37′ 13″                             | 5,99        | 7,25        | 10,3                            | g + g  |
| ι Cancri                 | 08h 46m 42s                              | +28° 45′ 36″                             | 4,02        | 6,57        | 30,04                           | g + ar |
| 66 Cancri                | 09h 01m 24s                              | +32° 15′ 08″                             | 5,9         | 8,3         | 4,6                             | b + b  |
| HD 78175                 | 09h 07m 27s                              | +22° 58′ 51″                             | 6,9         | 7,3         | 7,6                             | g + g  |

### Stelle variabili
Il Cancro ospita al suo interno un buon numero di stelle variabili, in massima parte alla portata anche di piccoli strumenti amatoriali.
Fra le Mireidi la più brillante è la RR Cancri, che quando è al massimo della luminosità è di sesta magnitudine, dunque visibile anche con un piccolo binocolo; in fase di minimo è invece di undicesima grandezza e può essere scorta solo con un telescopio.
Fra le numerose semiregolari spicca la BP Cancri, che in un periodo che si aggira sui 40 giorni oscilla di alcuni decimi di magnitudine attorno alla quinta grandezza; le sue variazioni possono anche essere osservate ad occhio nudo, avendo altre stelle come riferimento. Un'altra semiregolare è la X Cancri, che in circa 195 giorni oscilla fra quinta e la settima grandezza: in fase di massimo è visibile anche ad occhio nudo.
Sono presenti anche alcune variabili pulsanti: la VZ Cancri è una variabile RR Lyrae che oscilla di alcuni decimi di magnitudine attorno alla settima grandezza, dunque ben apprezzabile con un binocolo, mentre la BI Cancri una stella del tipo α2CVn, visibile anche ad occhio nudo ma dalle variazioni troppo contenute.
| Principali stelle variabili |                                          |                                          |             |             |                  |                                   |
| Nome                        | Coordinate equatoriali all'epoca J2000.0 | Coordinate equatoriali all'epoca J2000.0 | Magnitudine | Magnitudine | Periodo (giorni) | Tipo                              |
| Nome                        | AR                                       | Dec                                      | Max.        | Min.        | Periodo (giorni) | Tipo                              |
| R Cancri                    | 08h 16m 34s                              | +11° 43′ 34″                             | 6,7         | 11,8        | 361,60           | Mireide                           |
| T Cancri                    | 08h 56m 40s                              | +19° 50′ 57″                             | 7,6         | 10,5        | 482:             | Semiregolare (Stella al carbonio) |
| V Cancri                    | 08h 21m 43s                              | +17° 17′ 07″                             | 7,5         | 13,9        | 272,13           | Mireide                           |
| W Cancri                    | 09h 09m 53s                              | +25° 14′ 54″                             | 7,4         | 14,4        | 393,22           | Mireide                           |
| X Cancri                    | 08h 55m 23s                              | +17° 13′ 53″                             | 5,6         | 7,5         | 195:             | Semiregolare (Stella al carbonio) |
| RS Cancri                   | 09h 10m 39s                              | +30° 57′ 47″                             | 6,2         | 7,7         | 120:             | Semiregolare pulsante             |
| RT Cancri                   | 08h 58m 16s                              | +10° 50′ 43″                             | 7,12        | 8,6         | 60:              | Semiregolare pulsante             |
| VZ Cancri                   | 08h 40m 52s                              | +09° 49′ 27″                             | 7,18        | 7,91        | 0,1784           | Pulsante (RR Lyr)                 |
| BI Cancri                   | 08h 44m 45s                              | +10° 04′ 54″                             | 5,53        | 5,65        | 4,116            | Pulsante (α2CVn)                  |
| BM Cancri                   | 08h 13m 09s                              | +29° 39′ 24″                             | 5,58        | 5,71        | 4,2359           | Eclisse                           |
| BP Cancri                   | 08h 26m 44s                              | +12° 39′ 17″                             | 5,41        | 5,75        | 40:              | Semiregolare                      |

## Oggetti non stellari

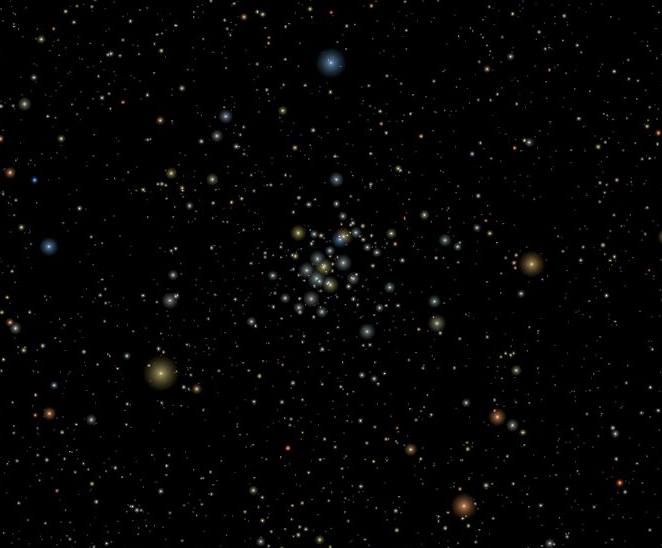
L'ammasso aperto del Presepe.

La costellazione contiene pochi oggetti non stellari cospicui, ma fra questi ve ne sono di particolarmente brillanti e conosciuti fin dall'antichità.
Il Cancro in particolare è ben noto tra gli appassionati di astronomia per ospitare il Presepe (M44), un ammasso aperto dalla forma caratteristica, che contiene anche la stella ε Cancri; dista circa 520 anni luce ed è di terza magnitudine, ben visibile a occhio nudo come una macchia di aspetto marcatamente nebuloso e granuloso. Un qualsiasi binocolo, anche di piccole dimensioni, è in grado di risolverlo completamente in alcune decine di stelle ed è pertanto uno degli oggetti non stellari più facilmente osservabili della volta celeste. Un altro ammasso aperto, M67 (vicino ad Acubens, α Cancri), è uno dei più vecchi conosciuti, con un'età che si aggira sugli oltre 10 miliardi di anni; si tratta di un ammasso esteso e debole, formato da alcune centinaia di stelle. Dista circa 2700 anni luce ed è di settima magnitudine, visibile quindi anche con un normale binocolo, anche se per la sua risoluzione occorrono strumenti più grandi.
Sono presenti nel Cancro anche diverse galassie, di cui poche appaiono però alla portata di piccoli strumenti; l'unica di un certo interesse è NGC 2775, una galassia spirale gigante individuabile verso in confine con il Leone e l'Idra.
| Principali oggetti non stellari |                                          |                                          |                |             |                                        |              |
| Nome                            | Coordinate equatoriali all'epoca J2000.0 | Coordinate equatoriali all'epoca J2000.0 | Tipo           | Magnitudine | Dimensioni apparenti (in primi d'arco) | Nome proprio |
| Nome                            | AR                                       | Dec                                      | Tipo           | Magnitudine | Dimensioni apparenti (in primi d'arco) | Nome proprio |
| M44                             | 08h 40m :                                | +19° 41′ :                               | Ammasso aperto | 3,1         | 95                                     | Presepe      |
| M67                             | 08h 51m 24s                              | +11° 49′ :                               | Ammasso aperto | 6,1         | 30                                     |              |
| NGC 2672                        | 08h 49m 24s                              | +19° 04′ :                               | Galassia       | 11,2        | 3,0 x 2,8                              |              |
| NGC 2775                        | 09h 10m 18s                              | +07° 02′ :                               | Galassia       | 10,3        | 4,3 x 3,3                              |              |

## Sistemi planetari
La stella 55 Cancri possiede uno dei sistemi planetari più studiati: è il secondo più esteso conosciuto dopo quello di Gliese 581, con ben cinque pianeti, ed è stato il più grande conosciuto prima del settembre 2010; 55 Cancri è una stella doppia, in cui la primaria è una nana gialla con una massa leggermente inferiore a quella del Sole, mentre la secondaria, situata ad oltre 1000 UA da essa, è una nana rossa. I pianeti orbitano attorno alla primaria e il meno massiccio di essi ha una massa paragonabile a quella del pianeta Nettuno; il più massiccio invece è quasi quattro volte più grande di Giove. Nel 2009 è stato scoperto un pianeta orbitante attorno alla stella HD 73534.
| Sistemi planetari |                                          |                                          |             |                   |                              |
| Nome del sistema  | Coordinate equatoriali all'epoca J2000.0 | Coordinate equatoriali all'epoca J2000.0 | Magnitudine | Tipo di stella    | Numero di pianeti confermati |
| Nome del sistema  | AR                                       | Dec                                      | Magnitudine | Tipo di stella    | Numero di pianeti confermati |
| HD 73534          | 08h 39m 16s                              | +12° 57′ 37″                             | 8,24        | Subgigante gialla | 1 (b)                        |
| 55 Cancri         | 08h 52m 36s                              | +28° 19′ 53″                             | 5,96        | Nana gialla       | 5 (b - c - d - e - f)        |

## Mitologia

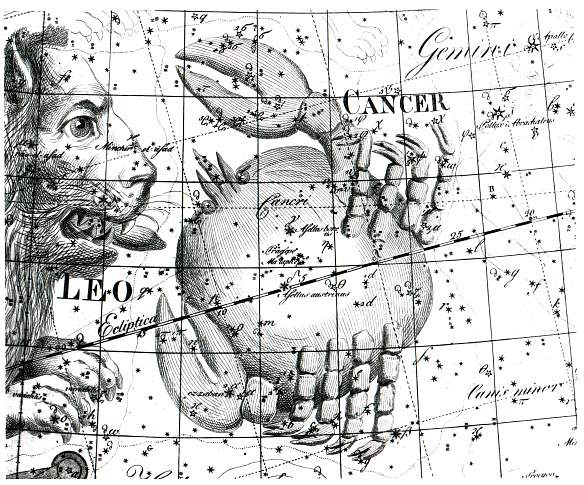
Il Cancro in Uranographia di Johann Bode. In centro a esso c'è l'ammasso stellare Praesepe, con ai lati le stelle Asellus Borealis e Asellus Australis.

Il granchio è un personaggio minore in una delle fatiche di Eracle (il nome greco di Ercole). Mentre Eracle lottava contro il mostro dalle molte teste di nome Idra nella palude vicino a Lerna, il granchio emerse dalla melma e partecipò all'attacco pizzicando il piede dell'eroe che lo calpestò furiosamente riducendolo in poltiglia. Si dice che per questo suo modesto contributo alla storia, la dea Era, nemica di Eracle, gli abbia riservato un posto fra le stelle dello zodiaco. E come si addice a un personaggio di così poca importanza, quella del Cancro è la meno brillante delle costellazioni dello zodiaco, con nessuna stella che supera la quarta grandezza. La stella Alfa del Cancro si chiama Acubens, che in arabo significa «chela».
Due delle stelle che formano la costellazione si chiamano Asellus Borealis e Asellus Australis, nomi latini che significano «asino del nord» e «asino del sud», che hanno leggende proprie. Secondo Eratostene, durante la battaglia tra gli dèi e i Giganti che seguì la sconfitta dei Titani, gli dei Dioniso, Efesto e alcuni loro compagni arrivarono in groppa ad asini per unirsi alla mischia. I Giganti non avevano mai sentito i ragli degli asini prima di allora e furono messi in fuga da quel rumore, credendo che un qualche mostro spaventoso stesse per essere sguinzagliato contro di loro. Dioniso sistemò gli asini in cielo, a entrambi i lati dell'ammasso stellare che i Greci chiamarono Phatne, la Mangiatoia, dalla quale sembra che gli asini stiano mangiando. Tolomeo descrisse Phatne come «la massa nebulosa nel petto». Oggi agli astronomi questa massa stellare è nota con il suo nome latino Praesepe, ma più comunemente è l'Alveare (praesepe significa sia «mangiatoia» che «arnia»). Nei paesi orientali (soprattutto Cina e Giappone) quest'ammasso era considerato il punto di contatto fra il mondo umano e l'aldilà attraverso cui passavano i defunti.
La Costellazione del Cancro compare insieme al Monte Tricorno sulle monete euro slovene da cinquanta centesimi, poiché la data di indipendenza di questa nazione si festeggia sotto il segno del Cancro (il 25 giugno).

## Astrologia
A causa del fenomeno della precessione degli equinozi, non esiste più alcuna corrispondenza sulla volta celeste fra la costellazione astronomica del Cancro ed il relativo segno zodiacale, sebbene, secondo gli astrologi, le caratteristiche ascritte in astrologia al segno zodiacale corrispondente sarebbero in realtà relative al simbolismo della figura che le stelle nella volta celeste ritraggono, e non come erroneamente si pensa alla loro intrinseca posizione.